# Louis Léopold Robert
Pour les articles homonymes, voir Louis Robert, Léopold Robert et Robert.
Louis Léopold Robert, né le 13 mai 1794 aux Éplatures et mort le 20 mars 1835 à Venise, est un graveur et un peintre neuchâtelois.

## Biographie
Né dans une famille d'artisans francophones protestants, sept jours après l'incendie qui détruisit presque entièrement le village, Louis Léopold Robert mène une enfance heureuse auprès d'un père horloger-monteur de boîtes qui le destine au commerce.
Après quelques rudiments d’instruction dans un pensionnat de Porrentruy, il entre en apprentissage à Yverdon-les-Bains chez un négociant ami de son père, mais sa répugnance pour le commerce se manifesta si ouvertement, que ses parents le rappelèrent près d’eux, avant de le laisser maître de suivre ses goûts de l’envoyer, en 1810, à Paris étudier la gravure dans l’atelier de son compatriote, le Loclois Charles Girardet. En 1812, il suit les cours de l’École des beaux-arts, en même temps qu’il fréquente l’atelier de Jacques-Louis David, où il commence à peindre et apprendre la gravure. En 1814, il obtient le second grand prix de Rome de gravure en taille-douce.
À la chute de l’Empire français, la principauté de Neuchâtel redevient prussienne et Léopold Robert perd sa nationalité française. Exclu de l’École des beaux-arts comme étranger, il est mis hors-concours au grand prix de Rome où il postulait le premier prix. Après avoir suivi quelques-uns de ses condisciples dans l'atelier de Gros, il se décida à rentrer dans son pays. De retour à La Chaux-de-Fonds, il abandonne le burin pour se consacrer à la peinture et il peint de nombreux portraits qui contribuent à sa renommée dans la bourgeoisie neuchâteloise.
François Roullet-Mézerac vient tirer Léopold Robert de l'ennui et la morosité. Son mécène lui propose de lui avancer la somme nécessaire à un séjour de plusieurs années à Rome, que le jeune artiste accepta avec joie. " Je partis pour l’Italie en 1818, écrivait-il à un de ses amis, avec l’idée d’y vaincre ou d’y mourir. " Il y demeurera treize ans, jusqu'en 1831.
Incertain d’abord s’il se livrerait à la peinture ou à la sculpture, il ne trouva sa voie qu’après trois années de tâtonnements et d’études. La chance lui sourit, il obtint du gouverneur la permission de travailler dans une prison où étaient rassemblés plus de deux cents montagnards, hommes, femmes et enfants, tous parents de brigands que l’on poursuivait à outrance dans les gorges de Terracine et qui offraient à son crayon les figures accentuées, les costumes pittoresques qu’il cherchait. Les nombreuses familles de brigands vont lui servir de modèles et ses compositions de scènes italiennes en costumes lui attirent l'admiration et la clientèle d'une élite. Il peut enfin rembourser ses dettes et accepte d'innombrables commandes.
En 1825, il fréquente le salon de Juliette Récamier, voyage à Naples et dans différentes régions italiennes. Attiré par les compositions monumentales, il travaille à l'une de celles-ci, la représentation des quatre saisons et des quatre grands pays de l'Italie en quatre tableaux, pour le Salon de Paris. Le retour du pèlerinage de la Madone de l'Arc est la première composition et représente Naples et le printemps:80, le tableau remporte un grand succès au Salon de 1827 et est acheté par le roi Louis-Philippe.
En 1829, il retourne en Italie, dans les Marais Pontins notamment, et rencontre le Prince Napoléon et sa femme Charlotte Bonaparte dont il tombe amoureux.

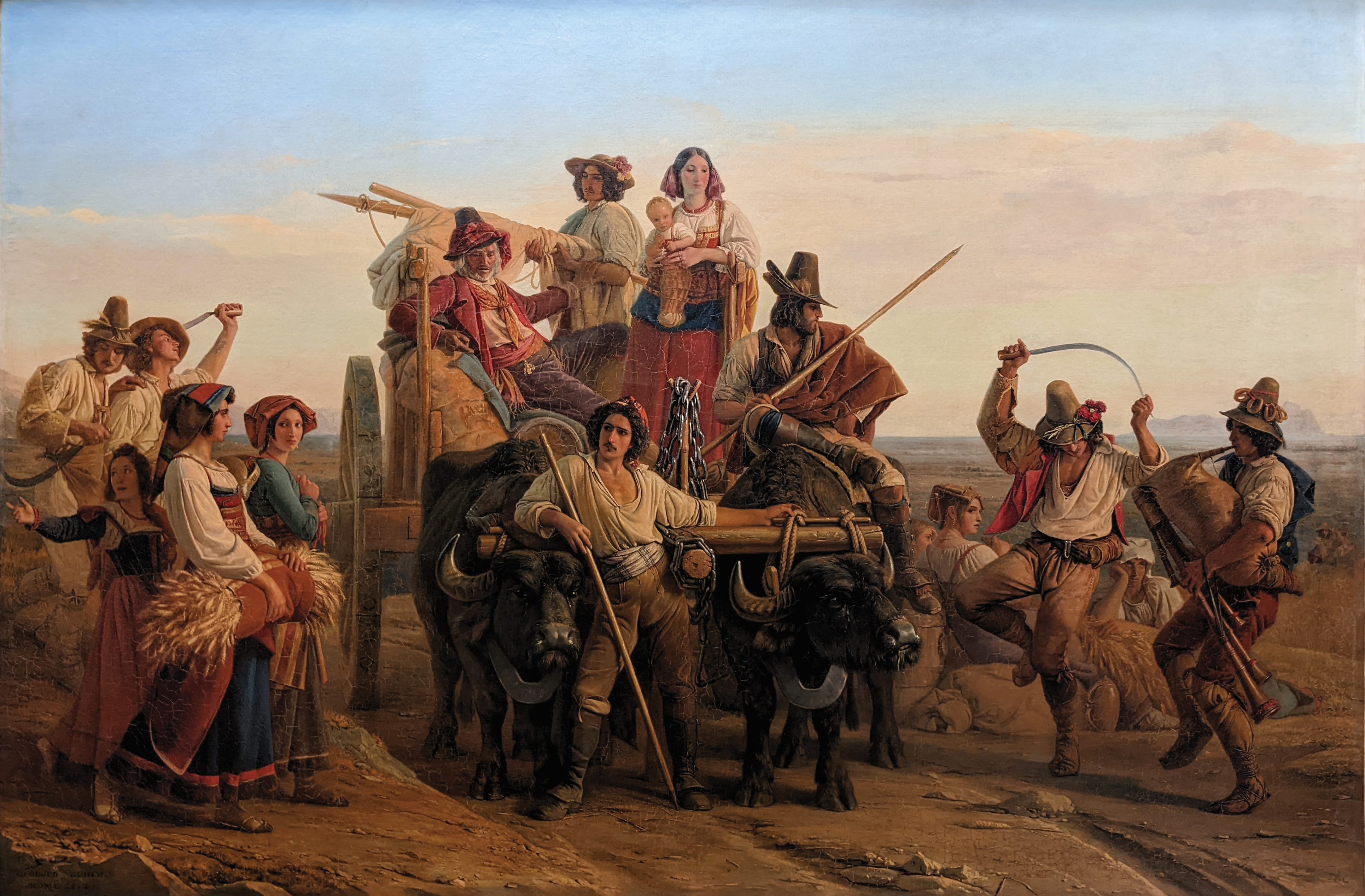
L'Arrivée des moissonneurs dans les marais Pontins (musée du Louvre)

En 1831 son triomphe au Salon de Paris, avec L'Arrivée des moissonneurs dans les marais Pontins, lui vaut la croix de la Légion d'honneur que lui remet le roi des Français en personne:152.
À la suite des troubles de 1832 dans les États pontificaux, il quitte Rome. Après une halte à Florence où ses espoirs concernant Charlotte Bonaparte sont déçus, il s'établit à Venise.
Il entreprend sa dernière composition monumentale, celle de la saison d'hiver, Le Départ des pêcheurs de l'Adriatique. L'œuvre devait inspirer Victor Hugo et Lamartine. Par ailleurs, Alexandre Dumas le cite dans Le Comte de Monte-Cristo (1845), entre autres la toile Arrivée des moissonneurs dans les marais pontins ; il est également cité dans l'un de ses récits de voyage en Italie, Le Corricolo (1843) par Dumas, qui parle de « délicieux tableaux ».
Son tableau à peine achevé, il sombre dans un profond état dépressif et il se tranche la gorge en 1835 dans une chambre du palais Pisani à Santo Stefano (it). Léopold Robert est inhumé au cimetière de San Michele.
Si ses œuvres sont peu à peu tombées dans l'oubli, sa ville natale baptisera son artère principale de son nom. Il a un frère nommé Aurèle, qui s'est illustré dans la gravure. Aurèle aura un fils peintre : Léo-Paul Robert. Celui-ci aura plusieurs enfants dont trois deviennent peintres : Théophile, Philippe Robert et Paul-André Robert. La dynastie des peintres de cette famille atteint 8 membres.

## Œuvres

Léopold Robert, Marinier napolitain avec une jeune fille à l'île d'Ischia, 1825, Musée des beaux-arts de La Chaux-de-Fonds
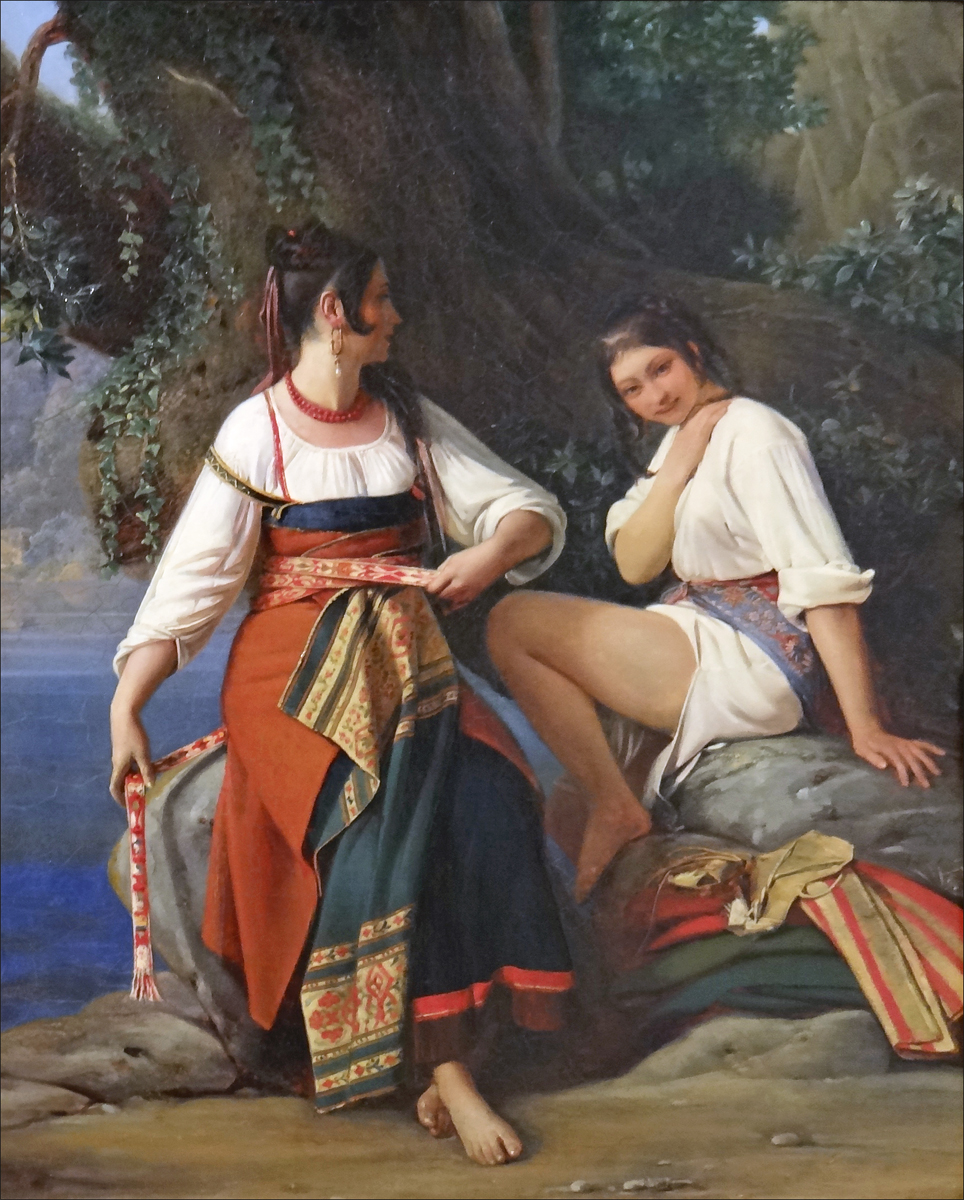
Deux baigneuses, costume de Saint-Donatien.
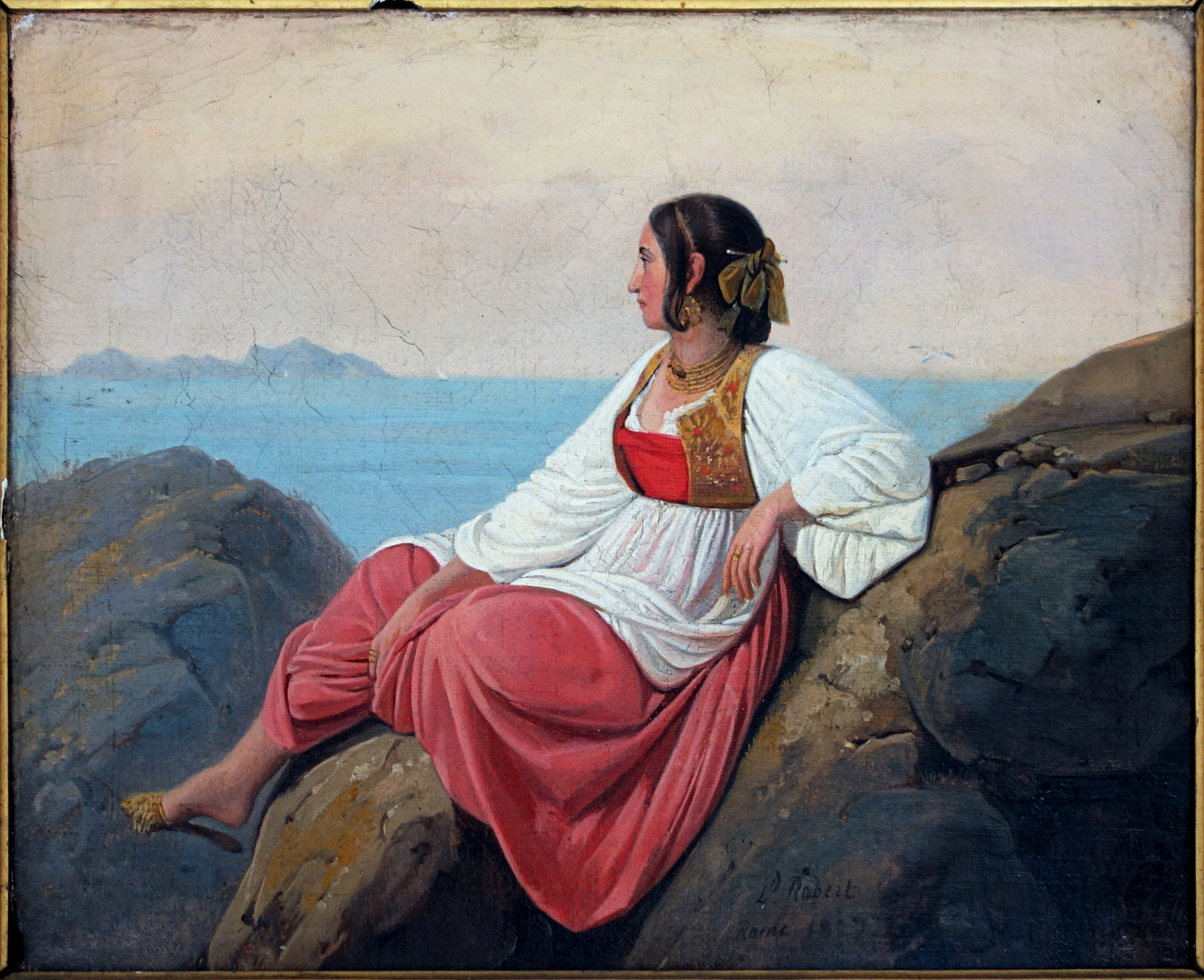
Jeune italienne assise sur les rochers à Capri, 1827.
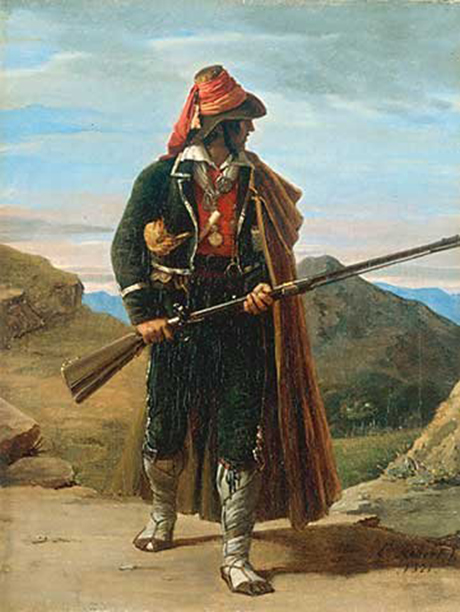
Brigand de la campagne romaine, 1821.
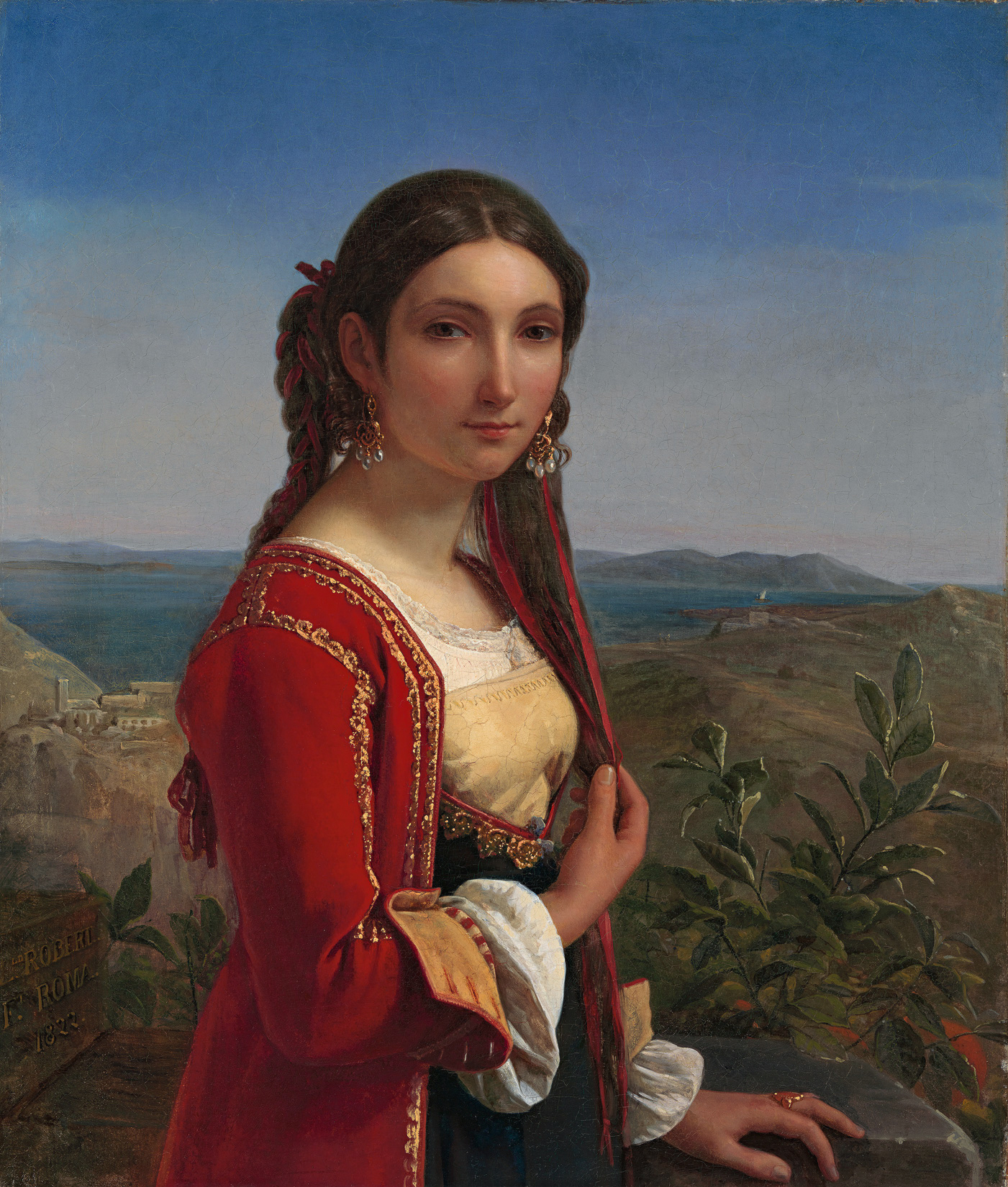
Portrait d'une jeune femme de Retuna (1822), Winterthour, musée Oskar Reinhart « Am Stadtgarten ».
Léopold Robert, Jeune fille de Sezze, 1831, Musée des beaux-arts de La Chaux-de-Fonds

- Départ des Pêcheurs de l'Adriatique, musée des beaux-arts de Neuchâtel
- La Tombe du brigand, musée des beaux-arts de Bordeaux[10]
- Les trois Grâces (titre factice), dessin, musée d'art et d'histoire de Pithiviers[11]
- Portrait du cardinal Jean Balue, dessin, musée des beaux-arts d'Angers[12]
- Paysanne de la campagne romaine, 1814, aquarelle, département des Arts graphiques du musée du Louvre[13]
- Une religieuse, 1821, musée des beaux-arts de Nantes[14]
- Femme de brigand veillant sur le sommeil de son mari, 1821[4]:236
- Portrait d'une jeune femme de Retuna, 1822
- La jeune fille de Procida, 1822, Winterthour, musée Oskar Reinhart « Am Stadtgarten »
- Jeune fille de Sorrente avec un tambourin, 1824, musée d'art et d'histoire de Neuchâtel
- Improvisateur napolitain, Salon de 1824[15]
- Paysanne de la campagne de Rome, 1824, département des Peintures du musée du Louvre[16]
- Marinier napolitain avec une jeune fille à l'île d'Ischia, 1825, Musée des beaux-arts de La Chaux-de-Fonds
- Italienne et sa fille, 1825, musée des beaux-arts de Neuchâtel
- La Mère malheureuse, 1825, Autun, musée Rolin[17]
- Deux baigneuses, costume de Saint-Donatien, 1827, musée des beaux-arts de Nantes[18]
- Le Retour du pèlerinage à la Madone de l'Arc, 1827, musée du Louvre[19]
- Jeune italienne assise sur les rochers à Capri, 1827, palais des beaux-arts de Lille[20]
- L'ermite de Saint-Nicolas à Ischia, recevant des fruits d'une jeune fille, 1827, musée des beaux-arts de Nantes[21]
- Les Petits pêcheurs de grenouilles dans les Marais Pontins, 1828, musée des beaux-arts de Nantes[22]
- La Confidence, 1830, Chantilly, musée Condé[23]
- L'Arrivée des moissonneurs dans les marais Pontins, 1830, Salon de 1831, musée du Louvre[24]
- Femme napolitaine pleurant sur les débris de sa maison détruite par un tremblement de terre, 1830, musée d'art et d'histoire de Neuchâtel
- Le Lendemain du tremblement de terre, 1830, Chantilly, musée Condé[25]
- Léopold Robert, Jeune fille de Sezze, 1831, musée des beaux-arts de La-Chaux-de-Fonds.
- Deux jeunes Suissesses caressant un chevreau, 1832-1833[26]
- Deux jeunes Filles napolitaines se parant pour la danse, 1832-1833[26]
- La Mère heureuse, 1834, Autun, musée Rolin[27]
- Les Pêcheurs de l'Adriatique, Salon de 1835, musée d'art et d'histoire de Neuchâtel
- Bandit calabrais, musée d'art et d'archéologie de Guéret.
- Mendiant calabrais, 1827, huile sur toile, 54 x 46 cm, musée des Beaux-Arts d'Orléans (disparu en juin 1940)[28].